# Sulandż al-Dżumajjil
Sulandż al-Dżumajjil, Solange Dżemajel, z domu Tutundżi (ur. w 1949 r.) – Libanka, maronitka, wdowa po prezydencie Baszirze al-Dżumajjilu (pobrali się w 1977 r.), działaczka Kataeb, była deputowana Zgromadzenia Narodowego w latach 2005-2009. Matka Mai (zginęła w 1980 r.), Jumny i Nadima Dżumajjilów.